# Irans Billie Jean King Cup-lag
Irans Billie Jean King Cup-lag representerar Iran i tennisturneringen Billie Jean King Cup, och kontrolleras av Irans tennisförbund.

## Historik
Iran deltog första gången 1972.